# DSR-1
DSR-1은 독일의 방위산업 회사 AMP 기술 서비스사에 의해 대테러리즘을 목적으로 개발/생산하는 특수 경찰용 불펍식 볼트액션 저격총이다. 에르마사의 SR-100의 진화형이기도 하다.
0.2 MOA의 명중률을 가지며, 매우 안정적인 상태에서 사격할 경우, 0.17 MOA까지의 명중률을 가지게 된다.
현재 독일의 GSG9, 말레이시아의 PASKAU, 이외에도 유럽 연합의 여러 국가에서도 채택하고 있는 것으로 알려져 있다.
변형으로는 총열과 일체화된 아음속탄환용과 구경을 늘린 .50 구경이 있다.

## 구조
총열은 부동성형 총열 방식에 빠른 교환이 가능하며, 3개의 나사로 고정된다. 노리쇠는 6개의 돌기에 의해 고정된다. 불펍 방식으로 설계되어 있음에도 방아쇠 앞에 탄창이 장착되어 있는데, 이것은 빠르게 탄창을 교환하기 위한 예비용이다.
총신 윗부분 전체가 피카트니 레일로 되어 있어, 기본적으로 제공되는 광학 조준경이외에도 상황에 따라 바꾸어 장착할 수 있다. 7.62 × 51 mm NATO탄을 기본 탄약으로 채용하고 있으며, 총열 교환에 따라 .300 윈체스터 메그넘과 .338 라푸아 메그넘탄을 쓸 수 있다(4발을 장전할 수 있다.).

## 사용
- 에스토니아: 현지 경찰 부대 (K-Kommando).
- 독일: GSG 9, Spezialeinsatzkommando Nordbayern.
  -  룩셈부르크: 경찰 긴급 대응 부대.
- 스페인: Grupo Especial de Operaciones.

## 대중문화
- A.V.A에 스나이퍼 클래스의 주무장으로 등장한다.
- Sudden Attack(서든어택)에 새로운 저격소총으로 나왔다. 성능은 TRG-21과 동일
- 블랙스쿼드에서 스나이퍼 라이플중에서도 자주 사용되고있다.
- Metal Gear Solid 4에서 주인공 스네이크가 사용한다.
- 스페셜솔져에서 저격총으로 사용됨. 한 탄창당 5발.
- 워페이스에서 벤더에 포함되어 있다.
- 모던 스트라이크에서 배율이 장착되어있지 않은 채로 등장한다.
- Tom Clancy`s The Divison(디비전1)에도 등장한다
- Ghost Recon Break point(브레이크포인트 예하 브포)에서도 11월2일자로 업데이트되었다.
- PUBG:NEW STATE에서 DSR-1으로 등장한다.

## 같이 보기
- 저격소총 목록